# Gallowdance
Gallowdance ist ein 2013 veröffentlichtes Lied der Dark-Wave-Band Lebanon Hanover. Das Stück wurde ein Clubhit und Erfolg für die Band, den das Duo selbst als ihr bekanntestes Stück bezeichnet.

## Hintergrund und Veröffentlichungen
Gallowdance entstand nach der Veröffentlichung des Albums Why Not Just Be Solo. Das Duo Larissa Iceglass und William Maybelline nahm das Stück in Eigenregie als ersten Titel des nachkommenden Albums auf und veröffentlichte es als Single. Die Aufnahmen fand im Heimstudio am Computer statt. Die Abmischung übernahm Anders Peterson, das Mastering Ragnar Prielipp. Die Single wurde mit der Katalognummer „a+w 7"001“ am 28. Februar 2013 über das Berliner Label aufnahme + wiedergabe veröffentlicht. Als B-Seite wurde das Stück Midnight Creature, das ebenfalls später auf Tomb for Two erschien ausgewählt.

## Musik und Text
Das Stück verfügt über eine karge Melodieführung die mit einem präsenten Basslauf kombiniert wird. Die Band verweist selbst auf den Basslauf und beschreibt das Stück als „bassgetriebenes Memento Mori“. Im Mittelteil wird ein reduziertes Gitarrensolo als Bridge genutzt.
Der Text ist als Mahnung sich der eigenen Vergänglichkeit bewusste zu sein und das Leben zu genießen. Alle Menschen würden am Abgrund des Todes tanzen, also könne man auch gemeinsam tanzen.
Das Stück ist in drei Strophen unterteilt. Zwei vierzeilige englisch gesungene Strophen die mit „Dance with me the gallowdance“ beginnen und eine achtzeilige deutsche Strophe die mit dem analogen „Tanz mit mir den Galgentanz“ beginnt.

## Covergestaltung und Musikvideo
Die Single ist minimalistisch gestaltet und zeigt eine stilisierte Schlinge. Das Bild zeigt eine mit weißen Linien auf schwarzen Grund gezeichnete Raute mit einer vertikal von der Spitze der Raute abgehenden Linie Auf der Mittellinie des Covers. Das Bild ist durch weiße Linien am Rand des Cover-Quadrats gerahmt. Die Linien sind Handzeichnungen nachempfunden leicht wellig und brüchig. Das Duo nutzt das Bild seither als Logo und präsentiert diese stilisierte Schlinge auf ihrem Merchandising.
Im Video tanzt Larissa Iceglass auf einem Feld einen minimalistischen hin und her schwingenden Tanz mit einer Schlinge um den Hals. Währenddessen werden Sequenzen gezeigt in welchen William Maybelline ein Toastbrot kauft und an Enten verfüttert. Weitere Szenen zeigen das Duo durch die Winterlandschaft rennen, Iceglass Gitarre spielen sowie zu den auf Deutsch gesungenen Textzeilen „Der Baum steht schon lange da, mein Schatz/Er wartet nur darauf, dass wir uns trennen/Der Baum steht schon da, mein Schatz/Ein wunderschöner Baum, um sich zu erhängen“ einen Baum umarmen.

## Titelliste der Single
1. Gallowdance: 3:52
2. Midnight Creature: 3:52

## Rezeption
Das Stück beschwöre eine „ursprüngliche Romantik herauf, [die sich] inmitten kalter Melancholie und Hoffnungslosigkeit, […] auch in der Auswahl der Instrumentierung“ spiegele. Lebanon Hanover Preisen das Stück selbst als möglichen Opus magnum des Duos an. Das bekannteste Lied der Band, dessen Single-Cover de facto das Logo der Band wurde.